# Caenocrypticus capensis
Caenocrypticus capensis là một loài bọ cánh cứng trong họ Tenebrionidae. Loài này được Doyen miêu tả khoa học năm 1996.